# Gymnoscelis albicetrata
Glaucoclystis albicetrata là một loài bướm đêm trong họ Geometridae.